# Tim Rice
Sir Timothy Miles Bindon Rice (født 10. november 1944) er en engelsk Academy Award-, Golden Globe Award-, Tony Award- og Grammy Award-vindende lyriker, forfatter, radiovært og tv-quizshowdeltager.
Han er nok mest kendt for sit samarbejde med Andrew Lloyd Webber og Disney-koncernen.

## Musicals
- 1968 – Joseph and the Amazing Technicolor Dreamcoat med musik af Andrew Lloyd Webber
- 1970 – Jesus Christ Superstar med musik af Lloyd Webber
- 1976 – Evita med musik af Lloyd Webber
- 1983 – Blondel med musik af Stephen Oliver
- 1984 – Chess med musik af Benny Andersson og Björn Ulvaeus
- 1986 – Cricket med musik af Lloyd Webber
- 1992 – Tycoon med musik af Michel Berger (engelsksproget fortolkning af den franske musical Starmania fra 1979, med originale franske tekster af Luc Plamondon)
- 1994 – Beauty and the Beast med musik af Alan Menken til 9 nye sange; de resterende sang har tekst af Howard Ashman, skrevet til filmen fra 1991.
- 1996 – Heathcliff med musik af John Farrar
- 1997 – The Lion King med musik af Elton John
- 1997 – King David med musik af Menken
- 2000 – Aida med musik af Elton John
- 2005 – The Likes of Us med musik af Lloyd Webber (skrevet i 1965, men først opsat på Sydmonton Festival d. 9 juli 2005[1])
- 2011 – The Wizard of Oz med musik af Lloyd Webber til 6 nye sange; yderligere tekster til 4 sange med musik af Harold Arlen og tekst af E.Y. Harburg. De resterende 13 sange blev skrevet Arlen og Harburg.
- 2011 – Aladdin med musik af Menken and additional lyrics by Ashman and Chad Beguelin. Based on the film.
- 2013 – From Here to Eternity med musik af Stuart Brayson, baseret på James Jones' roman af samme navn[2]